# طفل مصمم

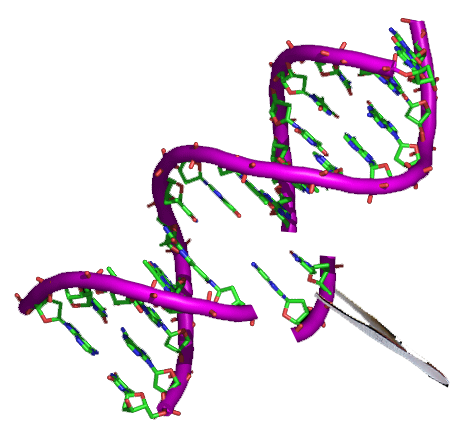

الطفل المصمم هو جنين بشري تم تعديله وراثياً، وعادةً ما يتم ذلك وفق التوجيهات التي وضعها الوالد أو العالم لإنتاج سمات مرغوبة. ويتم ذلك باستخدام طرق مختلفة مثل الهندسة الجرثومية أو التشخيص الوراثي السابق للانغراس. هذه التكنولوجيا هي موضوع جدل أخلاقي لأنها تثير مفهوم «سوبر مان» المعدل وراثياً ليحل محل البشر المعاصرين.

## تشخيص وراثي سابق للانغراس
في الطب وعلم الوراثة (التشخيص الوراثي قبل الزرع (PGD أو PIGD) (يُعرف أيضًا باسم فحص الجنين)) هو إجراء يتم إجراؤه على الأجنة قبل عملية الزرع، وأحيانًا حتى على البويضات قبل الإخصاب. طرق التشخيص الوراثي قبل الزرع تساعد على تحديد عيوب وراثية في الأجنة في وقت مبكر التي تم تصورها من خلال التلقيح الصناعي  وذلك كالاتي يتم نقل إجراء التلقيح الاصطناعي بواسطة إزالة خلية واحدة أو خليتين عندما يكون الجنين في مرحلة معينة من التطوير. يستخدم التشخيص الوراثي قبل الزرع تقنية التلقيح الصناعي للحصول على البويضات أو الأجنة لتقييم الجينوم في الكائن الحي.
تسمح إجراءات التشخيص الوراثي قبل الزرع للعلماء بتحديد الجينات التالفة أو المتحورة المصاحبة للأمراض في البويضات أو الأجنة باستخدام التهجين الموضعي  وذلك عن طريق استخدام تسلسلات الحمض النووي المحددة على جين والذي يمكن أن يساعد في الكشف عن التشوهات الجينية.
وعلى العكس من ذلك، يمكن أن تساعد هذه التقنية أيضًا على اختيار السلوكيات المرغوبة عن طريق تجنب زرع الأجنة بجينات لها أمراض أو إعاقات خطيرة. من الأمثلة على المسارات المرغوبة التي كان من الممكن اختيارها أن تزيد من كتلة العضلات، أو صوت الصوت، أو الذكاء العالي. عموما، يشار إلى إجراء التشخيص الوراثي قبل الزرع لاختيار سمة إيجابية إلى إنشاء «مصمم طفل».
هذه ليست تقنية جديدة - أول أطفال التشخيص الوراثي قبل الزرع مصمم في عام 1989 وولدت في عام 1990.
ذكرت مقال 2012 من قبل كارولين أبراهام في جلوب اند ميل أن «الاختراقات الحديثة مكنت من مسح كل كروموسوم في خلية جنينية واحدة، لاختبار الجينات المشاركة في المئات من» الحالات «، وبعضها من الواضح أنها تهدد الحياة بينما البعض الآخر اقل اهمية هناك بالفعل» شريحة صغيرة يمكنها اختبار 1500 جرعة وراثية في آن واحد، بما في ذلك أمراض القلب، والاضطراب العاطفي الموسمي، والسمنة، والقدرة الرياضية، والشعر ولون العين، والطول، والقابلية للإدمان على الكحول وإدمان النيكوتين، وعدم تحمل اللاكتوز وأحد العديدين لا يزال من الصعب الحصول على كمية كافية من الحمض النووي لإجراء اختبارات مكثفة، لكن مصمم الشرائح يعتقد أن هذه المشكلة التقنية ستحل قريبًا.

## الأخلاقيات
بعض الكتّاب يُجادلون في أنه في حين ما اصبحت تقنيات تعديل الجينات يومًا ما آمنة وفعّالة، فإن استقلالية الوالدين تعني منح الوالدين أقصى قدر من الحرية في اختيار الخصائص الجينية لأطفالهم. في المقابل، يعتقد علماء الأخلاق أن التصميم المخصص للأطفال وبناء القدرات يثيران قضايا أخلاقية واجتماعية أساسية يجب مناقشتها في الأماكن العامة.

## النقاشات حول الطفل المصمم
على الرغم من أن معظم التدخلات في الوقت الحالي تقتصر على الوقاية من الأمراض الوراثية الخطيرة، إلا أن بعض التطورات في مجال الهندسة الوراثية أثارت مخاوف أخلاقية واجتماعية. إن فكرة "الطفل المثالي" المصمم حسب رغبات الوالدين تثير تساؤلات حول احترام التنوع البشري وما قد يترتب على مثل هذه الاختيارات من تأثيرات على المجتمع. وفقًا لمقال نُشر في مجلة Nature، فإن الاختراقات الحديثة في تقنية CRISPR وتحرير الجينوم أدت إلى نقاشات حول تنظيم هذه الممارسات على المستوى العالمي، مشددة على أهمية إجراء نقاش عام حول الحدود الأخلاقية لتعديل الحمض النووي البشري (Smith، 2021).
مفهوم الكرامة الإنسانية يحتل مكانة محورية في النقاشات المتعلقة بالتعديل الجيني. وفقًا لبعض الفلاسفة الأخلاقيين، فإن التدخل في الأجنة لاختيار سمات غير مرتبطة بالصحة يعد انتهاكًا للكرامة الجوهرية للطفل، الذي قد يتم النظر إليه حينها على أنه "كائن" أو "منتج" مصمم وفق معايير محددة مسبقًا.

### الآثار الدينية والفلسفية
في بعض التقاليد الدينية، يُنظر إلى تعديل جينات الجنين لأسباب غير طبية على أنه انتهاك للمبدأ الذي ينص على أن الحياة البشرية هي هبة إلهية. على الرغم من وجود اختلافات في الآراء، إلا أن هناك ترددًا عامًا في الموافقة على اختيار الخصائص، خاصة عندما لا يكون الهدف هو الوقاية من مرض خطير.

## تقنية CRISPR-Cas9
لقد حققت الوراثة الجزيئية تقدمًا كبيرًا من خلال تقنية CRISPR-Cas9، مما يشير إلى إمكانية تعديل جينوم الخلايا البشرية.